# Mattias Andersson
Mattias Christer Andersson (Eksjö, 7 ottobre 1981) è un allenatore di calcio ed ex calciatore svedese, di ruolo attaccante.

## Carriera

### Giocatore

#### Club
Andersson ha iniziato la carriera in patria, con la maglia del Mjällby. Nel 2003 è passato al Raufoss, squadra norvegese all'epoca militante nella 1. divisjon. Ha esordito il 13 aprile dello stesso anno, nel successo per 1-4 in casa del Manglerud Star (Andersson è stato autore di una delle reti). Ha concluso il primo campionato con 10 reti in 20 apparizioni. La stagione seguente, invece, è stata meno positiva: ha realizzato soltanto una rete in 13 partite disputate.
È passato così all'Häcken, tornando perciò in patria. Ha esordito con la nuova squadra nella Allsvenskan nella sconfitta per 2-1 in casa del Djurgården: Mattias è subentrato a Patric Andersson. Ha giocato poi in prestito al Västra Frölunda.
Nel 2006 è tornato in Norvegia, per vestire la maglia dello Strømsgodset. Ha debuttato il 9 aprile, nel pareggio per 1-1 contro l'Hødd: Andersson ha segnato la rete per la sua squadra. Al termine della stagione, il suo club ha conquistato la promozione nell'Eliteserien e Andersson ha potuto giocare nella massima divisione norvegese. Vi ha disputato la prima partita in data 9 aprile 2007, contribuendo con un gol ed un assist alla vittoria per 2-1 sull'Odd Grenland.
Nel corso del 2009 è passato al Fredrikstad. Ha esordito il 12 settembre 2009, nel successo per 3-1 sul Vålerenga: è stato lui l'autore del gol del momentaneo 1-0. Al termine dell'Eliteserien 2009, però, il Fredrikstad è retrocesso in 1. divisjon. Andersson è inizialmente rimasto in squadra, ma nel corso del 2010 è passato all'Odd Grenland, tornando così nella massima divisione.
Ha debuttato per il nuovo club il 12 settembre, nella vittoria per 2-1 contro l'Aalesund. Il 28 novembre 2013 ha annunciato il ritiro dall'attività agonistica, firmando un contratto con lo Start per lavorare nello staff tecnico della squadra riserve.

### Allenatore
Il 4 maggio 2016 è diventato ufficialmente il nuovo allenatore del Flekkerøy, compagine militante in 2. divisjon: ha firmato un contratto valido fino al termine del campionato 2017. Il 13 giugno 2017 è stato nominato nuovo allenatore dell'Arendal, in 1. divisjon.
Il 4 luglio 2018, Andersson è stato sollevato dall'incarico di allenatore dell'Arendal.

## Palmarès

### Giocatore

#### Club
- 1. divisjon: 1

Strømsgodset: 2006

#### Individuale
- Capocannoniere della 1. divisjon: 1

2006 (19 reti)